# 托比亞斯巴雷圖 (塞爾希培州)
11°11′02″S 37°59′52″W / 11.18389°S 37.99778°W
托比亞斯巴雷圖（葡萄牙語：Tobias Barreto），是巴西的城鎮，位於該國東北部，由塞爾希培州負責管轄，始建於1835年1月17日，面積1,033平方公里，海拔高度158米，2010年人口48,039，人口密度每平方公里46.51人。